# 人工惑星

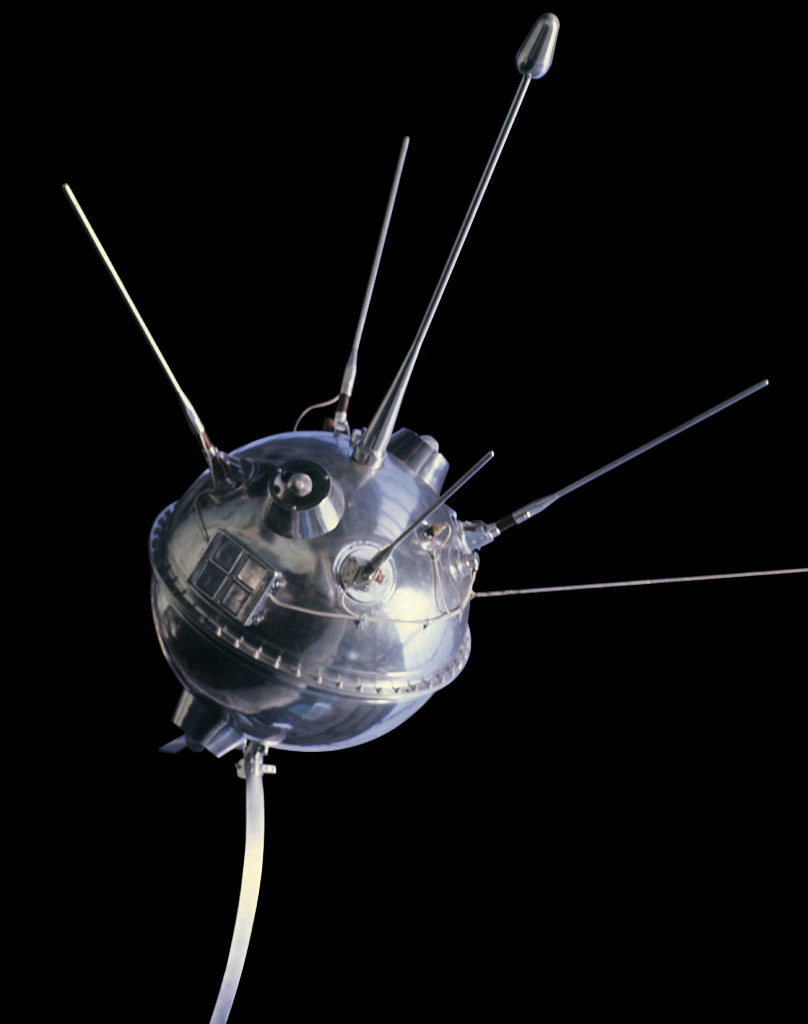
世界初の人工惑星である月探査機ルナ1号の複製

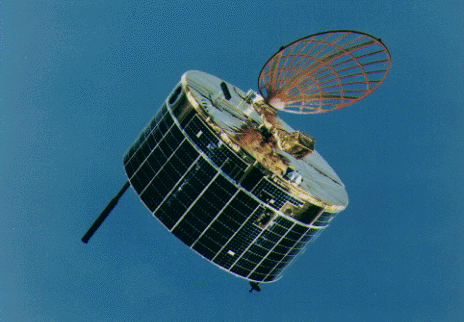
日本初の人工惑星であるハレー彗星探査機さきがけ

人工惑星（）とは、人工天体の一種。人工衛星が惑星周回軌道を廻る衛星軌道にあるのに対して、太陽・恒星を周回する公転軌道上にあるものを指す。太陽系空間の観測調査を目的とする宇宙探査機や、太陽などを観測する宇宙機に、この軌道を利用するものがある。その他に、フライバイ観測を終了した（あるいは周回軌道投入に失敗した）惑星探査機がそのまま人工惑星となる例も多い。

## 人工惑星になるための要件
地球上から人工惑星を打ち上げるためには、地球重力に抗するために、人工衛星打ち上げ時よりも高い速度が必要となる。人工衛星においては第一宇宙速度（7.9km/秒）であるが、人工惑星は第二宇宙速度（11.2km/秒）が必要である。

## 人工惑星の打ち上げ
- 世界初の人工惑星はソビエト連邦が1959年1月2日に打ち上げた月探査機・ルナ1号である。ルナ1号は月への衝突を予定していたが軌道制御に失敗して月近傍を通過し、太陽周回軌道に入った。
- 日本初の人工惑星は宇宙科学研究所が1985年1月8日に打ち上げたさきがけである。さきがけはハレー彗星探査を行う宇宙探査機であった。